# Lista över fridlysta djur, växter och svampar i Norden
Detta är en lista över fridlysta djur, växter och svampar i Norden (Danmark, Finland, Island, Norge och Sverige). Listan är skriven i alfabetisk ordning och är en sammanfattning av upptäckta arter (alternativt släkte eller familj om art-namn inte är tillgängligt) av organismer vilka för närvarande är fridlysta (antingen lokalt, nationellt, eller över hela världen) inom Nordens nuvarande och dåtida gränser. Fridlysning sker både på nationell och regional nivå (länsvis). Följande lista innehåller djurarter som åtnjuter mer eller mindre fullständigt skydd i Sverige enligt miljöbalken (NFS 1999:12). Vilda fåglar och däggdjur är i Sverige fredade enligt jaktlagen (SFS 1987:259) och jaktförordningen (SFS 1987:905). För några arter råder jakttid vissa tider på året.

## Djur

### Blötdjur
Följande lista innehåller arter som skyddas genom förordningen om fisket, vattenbruket och fiskerinäringen (SFS 1994:1716).
| Art                         | Vanligt namn            | Utbredning | Kommentar | Bild |
| Margaritifera margaritifera | Flodpärlmussla          | Sverige    | Flodpärlmusslan är ett fridlyst sötvattenlevande blötdjur som tillhör klassen musslor. Den lever i rinnande, kalkfattiga och klara vatten.                  |      |
| Unio crassus                | Tjockskalig Målarmussla | Sverige    | I Sverige förekommer den tjockskaliga målarmusslan i fyra mindre områden, östra Skåne, nordöstra Småland och Östergötland, norra Uppland och södra Dalarna. |      |

### Däggdjur
| Art              | Vanligt namn | Utbredning                   | Kommentar | Bild |
| Ovibos moschatus | Myskoxe      | Sverige, Norge, och Danmark. | Svenska Naturvårdsverket anser inte att myskoxen tillhör den svenska faunan varför den inte är upptagen på rödlistan för hotade djurarter i Sverige. Dock har man godkänt en förvaltningsplan som ska vara lokalt förankrad. Myskoxen är upptagen i artskyddsförordningen SFS 98:179 samt upptagen som kronans vilt och därmed fridlyst. Myskoxarna i Sverige får inte störas och privatpersoner får inte gå närmre än 100 meter eftersom djuren är stresskänsliga. |      |

### Fiskar
Följande lista innehåller arter som skyddas genom förordningen om fisket, vattenbruket och fiskerinäringen (SFS 1994:1716).
| Art            | Vanligt namn | Utbredning | Kommentar | Bild |
| Silurus glanis | Mal          | Sverige    | Malen är en av världens största sötvattensfiskar med längdrekord på närmare fem meter. I Sverige är malen hotad på grund av miljöförändringar och population är begränsad till tre vattenområden i sydöstra delen av landet. |      |

### Groddjur
Samtliga groddjur är i Norden helt fredade.

#### Stjärtgroddjur
| Art                  | Vanligt namn                                             | Utbredning              | Kommentar | Bild |
| Lissotriton vulgaris | Mindre Vattensalamander, Liten Vattenödla, Skrattabborre | Sverige, Norge, Danmark | Den mindre vattensalamandern är fridlyst i Sverige – precis som alla ödlor, groddjur och ormar – men den räknas till de arter man får plocka upp och undersöka, om man inte skadar den. Ägg och yngel får insamlas för studium av deras utveckling, men färdigbildade djur måste återutsättas på de ställen där man först fångade dem. I Norge är den fridlyst under samma betingelser som i Sverige. I Danmark och Finland är den också fridlyst under liknande regler som i Sverige och Norge, men här får även vuxna individer insamlas. |      |
| Triturus cristatus   | Större Vattensalamander, Stor Vattenödla                 | Sverige, Norge, Danmark | Den större vattensalamandern är, i likhet med alla ödlor, grodor och ormar i Sverige fridlyst, och varken ägg, yngel eller fullbildade djur får fångas, dödas, skadas eller flyttas. Arten hotas av igenväxning runt de naturliga vattensamlingarna, av utdikning och av inplantering av fisk och kräftor. Den har därför försvunnit från många platser där den tidigare funnits i Sverige. För att främja den svenska populationen har Naturvårdsverket och länsstyrelsen i Örebro län tagit fram ett åtgärdsprogram för arten.            |      |

#### Stjärtlösa groddjur
| Art                                                    | Vanligt namn              | Utbredning              | Kommentar | Bild |
| Bombina bombina                                        | Klockgroda                | Skåne (Sverige)         | Kategoriserades tidigare som utdöd omkring 1960 men en livskraftig population finns nu utplanterad i ett fåtal lokaler i Skåne sedan 1970- och 1980-talet. |      |
| Bufo bufo                                              | Vanlig Padda              | Sverige, Norge, Danmark | |      |
| Bufotes viridis / Pseudepidalea viridis / Bufo viridis | Grönfläckig Padda         | Sverige, Danmark        | 2005 och 2010 Rödlistades den i Sverige som CR (akut hotad). Ett åtgärdsprogram togs därför av Naturvårdsverket. Sedan 2015 är paddan klassificerad som VU (sårbar). I Danmark har populationen minskat med 95 % under perioden 1940–1995. Åtgärder har vidtagits även i Danmark för att skydda arten, däribland på Samsø, Fyn, Sprogø och Lolland. 1997 var paddan rödlistad som VU (sårbar) i Danmark, men 2003 omklassificerats den till LC (livskraftig).                                        |      |
| Epidalea calamita                                      | Strandpadda, Stinkpadda   | Sverige, Danmark        | I Sverige var strandpaddan upptagen på 2005 års Röda lista som starkt hotad och i 2010 års rödlista som sårbar (VU). I Sverige är den fridlyst och Artdatabanken uppskattar att det finns ungefär 10 000 individer i Sverige, på maximalt 100 lokaler. |      |
| Hyla arborea                                           | Lövgroda, Vanlig Lövgroda | Sverige, Danmark        | I Sverige finns den endast i södra Skåne, och där endast sällsynt. Den dog ut i östra Skåne på 1940-talet. I Sydskåne har den gått framåt på senare år, och togs 2005 bort från svenska rödlistan. I dag (2006) beräknas populationen i Skåne vara omkring 30 000 par. I övriga Norden finns den endast i fem områden i Danmark; på Bornholm, på Fyn, på Als och i Sydostjylland. |      |
| Pelophylax esculentus                                  | Ätlig Groda               | Sverige, Norge, Danmark | I Danmark förekommer ätlig groda sällsynt och lokalt på Jylland, Fyn och Själland samt ett antal mindre öar, av vilka Bornholm är den största.[källa behövs] I Sverige har den ätliga grodan sitt starkaste fäste i sydvästra Skåne. Liksom övriga groddjur är även denna art fridlyst i Sverige. |      |
| Pelophylax lessonae                                    | Gölgroda                  | Sverige, Norge, Danmark | |      |
| Rana arvalis                                           | Åkergroda                 | Sverige, Norge, Danmark | I Norden är den allmän i Danmark, Finland och Sverige. I Danmark finns den överallt utom några öar, bland annat Bornholm. I Sverige saknas den bara i fjällkedjan och delar av Norrlands inland, och är ensam representant för släktet Rana på Gotland. I Norge finns den dock bara på ett fåtal lokaler på Sørlandet.[källa behövs] Som alla groddjur är åkergrodan enligt miljöbalken (NFS 1999:7) fridlyst i hela Sverige. Även i övriga Skandinavien är den på olika sätt skyddad.[källa behövs] |      |
| Rana temporaria                                        | Vanlig Groda              | Sverige, Norge, Danmark | Grodan finns i större delen av Europa från norra Spanien till Uralbergen. Den förekommer också i nästan hela Skandinavien, men är ändock fridlyst i hela Skandinavien. |      |

### Insekter
| Art                     | Vanligt namn                             | Utbredning | Kommentar | Bild |
| Aeshna viridis          | Grön Mosaiktrollslända                   | Sverige    | I Sverige är den fridlyst och finns sällsynt i vissa områden i de sydöstra delarna av landet, som Skåne och omkring Mälaren. |      |
| Carabus intricatus      | Bokskogslöpare                           | Sverige    | Arten betraktas som sårbar i Sverige, Danmark och Tyskland.[källa behövs] I Storbritannien, där den troddes vara utdöd tills den återfanns 1994, är den klassificerad som "EN" (starkt hotad)[källa behövs]. Internationellt klassificerar IUCN den som "NT" (nära hotad).[källa behövs] |      |
| Coenonympha hero        | Brun Gräsfjäril                          | Sverige    | I Norden finns den i stort sett enbart i Värmland och Dalarna, men har tidigare varit mer spridd både norr- och söderut i Sverige, samt att den även funnits i Danmark och södra Finland. Brun gräsfjäril är fridlyst i hela EU. Den är rödlistad i alla de länder i Europa där den förekommer eller har förekommit. I Sverige är den kategoriserad som Missgynnad (NT). Dess habitat är soliga ängar omgivna av skog och sådan miljö försvinner alltmer beroende på igenväxning och igenplantering.[källa behövs]                   |      |
| Dytiscus latissimus     | Bred Gulbrämad Dykare, Bredkantad Dykare | Sverige    | |      |
| Euphydryas aurinia      | Väddnätfjäril, Ärenprisnätfjäril         | Sverige    | Fjärilens habitat, den miljö den lever i, är fuktigare ängsmarker där värdväxterna växer. Sedan 1970-talet har den typen av mark försvunnit mer och mer i västra Europa beroende på igenplantering och att boskapsbete på sådana ängar har minskat. Detta har medfört att väddnätfjärilen har minskat i antal och den är fridlyst i EU. Den är även upptagen på flera länders rödlistor, som Försvunnen (RE) i Belgien och Nederländerna, Hotad i Tyskland, Sällsynt i Finland samt Sårbar (VU) i Danmark och Sverige.[källa behövs] |      |
| Euphydryas maturna      | Asknätfjäril                             | Sverige    | Asknätfjärilen är från 1 januari 2000 fridlyst i hela landet, är uppsatt på lista över djurarter som åtnjuter mer eller mindre fullständigt skydd enligt miljöbalken (NFS 1999:12). Asknätfjärilen ingår i EU:s gemenskapslagstiftning (habitatdirektivet) som djurart av gemenskapsintresse, vilkas bevarande kräver noggrant skydd och att särskilda bevarandeområden utses. |      |
| Graphoderus bilineatus  | Bred Paljettdykare                       | Sverige    | |      |
| Leucorrhinia albifrons  | Pudrad Kärrtrollslända                   | Sverige    | |      |
| Leucorrhinia caudalis   | Bred Kärrtrollslända                     | Sverige    | |      |
| Leucorrhinia pectoralis | Citronfläckad Kärrtrollslända            | Sverige    | |      |
| Lucanus cervus          | Ekoxe                                    | Sverige    | |      |
| Maculinea arion         | Svartfläckig Blåvinge                    | Sverige    | |      |
| Parnassius apollo       | Apollofjäril                             | Sverige    | |      |
| Parnassius mnemosyne    | Mnemosynefjäril, Liten Apollofjäril      | Sverige    | Mnemosynefjärilen är i Sverige sällsynt och utrotningshotad, men finns bland annat i Medelpad, Uppland och Blekinge. Den är fridlyst inom EU och Sverige. För att försöka rädda arten i Sverige har ett åtgärdsprogram tagits fram av Naturvårdsverket. I delar av Finland har man planterat ut mnemosynefjäril för att försöka återskapa beståndet. I Danmark har arten dött ut. |      |

### Kräldjur
Samtliga kräldjur är i Norden helt fredade.

#### Ormar
| Art                      | Vanligt namn                  | Utbredning              | Kommentar | Bild |
| Coronella austriaca      | Hasselsnok                    | Sverige, Norge, Danmark | Hasselsnoken skyddas inom EU genom EU:s habitatdirektiv och Bernkonventionen. I Sverige är hasselsnoken fridlyst och upptagen på den nationella röda listan som sårbar (VU), på grund av vikande biotop och population. Hasselsnoken kan förväxlas med huggorm och många exemplar mister livet då de dödas av människor på grund av denna förväxling, trots att hasselsnoken inte är giftig som huggormen och är helt ofarlig för människan. Andra hot mot ormen är att den kan bli överkörd då den korsar vägar samt habitatförlust. |      |
| Natrix natrix            | Snok, Vattensnok, Vanlig Snok | Sverige, Norge, Danmark | Liksom övriga grod- och kräldjur är snoken fridlyst i Sverige. |      |
| Natrix natrix gotlandica | Gotlandssnok                  | Gotland (Sverige)       | Gotlandssnoken är endemisk på Gotland samt på mindre öar i samma region som Lilla Karlsö och Gotska Sandön. Arten är upptagen på röda listan som nära hotad (NT). |      |
| Vipera berus             | Huggorm                       | Sverige, Norge, Danmark | Undantag: Huggorm får i vissa fall flyttas – eller i undantagsfall dödas – om de påträffas på tomtmark. Huggormen är ej fridlyst i Finland. |      |

#### Sköldpaddor
| Art                  | Vanligt namn        | Utbredning                                           | Kommentar | Bild |
| Emys orbicularis     | Kärrsköldpadda      | Skåne, Östergötland och Öland (Sverige), och Danmark | Anses ha dött ut i Sverige omkring 2 300 f.Kr. och i Danmark 700 f.Kr. Levande kärrsköldpaddor har påträffats i modern tid i Skåne och Värmland. Den är dock vanlig som husdjur i Sverige, så det kan gälla tamsköldpaddor. |      |
| Dermochelys coriacea | Havslädersköldpadda | Skåne (Sverige), Norge och Själland (Danmark)        | |      |

#### Ödlor
| Art                                 | Vanligt namn                  | Utbredning              | Kommentar | Bild |
| Anguis fragilis                     | Kopparödla, Kopparorm, Ormslå | Sverige, Norge, Danmark |           |      |
| Lacerta agilis                      | Sandödla                      | Sverige, Norge, Danmark |           |      |
| Zootoca vivipara / Lacerta vivipara | Skogsödla                     | Sverige, Norge, Danmark |           |      |

## Växter
Nedan följer en punktlista över fridlysta växter i Sverige (eller någon del av Sverige) enligt Naturvårdsverket.
- Adam och Eva
- Alpnycklar
- Brudkulla
- Brudsporre
- Brunkulla
- Dubbelnycklar
- Dvärgyxne
- Fjällyxne
- Flugblomster
- Fläcknycklar
- Grönkulla
- Grönvit nattviol
- Guckusko
- Gulyxne
- Göknycklar
- Honungsblomster
- Johannesnycklar
- Kal knipprot
- Knottblomster
- Knärot
- Korallrot
- Krutbrännare
- Kärrknipprot
- Kärrnycklar
- Lappfela
- Luktsporre
- Myggblomster
- Nattviol
- Norna
- Nästrot
- Purpurknipprot
- Röd skogslilja
- Salepsrot
- Sankt Pers nycklar
- Skogsfru
- Skogsknipprot
- Skruvax
- Spindelblomster
- Stor skogslilja
- Tvåblad
- Vit skogslilja
- Vityxne
- Ängsnycklar
- Ag
- Alpklöver
- Alvarmalört
- Alvarstånds
- Avarönn
- Backsippa
- Baggsöta
- Bergviol
- Blekgentiana
- Blockhavsdraba
- Blåsippa
- Bohusranunkel
- Bottenviksmalört
- Brudkulla
- Brunbräken
- Brun ögontröst
- Buskvicker
- Bågstarr
- Bäckfräne
- Cypresslummer
- Dansk iris
- Drakblomma
- Dvärgjohannesört
- Dvärglåsbräken
- Fin tofsäxing
- Finnklint
- Finnros
- Finnstarr
- Finnstjärnblomma
- Finnögontröst
- Fjädergräs
- Fjällbrud
- Fjällkrassing
- Fjällummer
- Fjällskära
- Fjälltrift
- Fjällvallmo
- Fjällviva
- Flikstånds
- Flockarun
- Flytsvalting
- Fältgentiana
- Fältnarv
- Fältnocka
- Fältsippa
- Gaffelglim
- Gatmålla
- Glansbräken
- Glimmerört
- Gotlandsranunkel
- Gotlandssippa
- Gotlandstrav
- Gotländsk haverrot
- Gotländsk nunneört
- Grenigt kungsljus
- Grusnarv
- Gulkronill
- Gullviva
- Gulsippa
- Hedblomster
- Hedjohannesört
- Hjorttunga
- Humlesuga
- Huvudarun
- Hällebräcka
- Hänggräs
- Höstlåsbräken
- Idegran
- Ishavshästsvans
- Jämtlandsmaskros
- Jättefräken
- Jättemöja
- Kalkdån
- Kalkkrassing
- Kalvnos
- Kambräken
- Kamomillkulla
- Karlsösallat
- Kattmynta
- Klibbig fetknopp
- Klintsnyltrot
- Klipplök
- Klockgentiana
- Klockljung
- Klotullört
- Klådris
- Klöversnyltrot
- Knippnejlika
- Knölnate
- Knölvial
- Kolstarr
- Kransborre
- Kransrams
- Kritsuga
- Krusbräken
- Krypfloka
- Kung Karls spira
- Kustarun/topparun
- Kustgentiana
- Kustgullpudra
- Kärrnocka
- Kärrnäva
- Lappranunkel
- Lappvallmo
- Lappviol
- Liljekonvalj
- Liten sandlilja
- Lopplummer
- Luddvedel
- Luddvårlök
- Luktsporre
- Lummerväxter (alla arter)
- Lundviva
- Majviva
- Marrisp
- Martorn
- Mattlummer
- Mellanlummer
- Mistel
- Mjältbräken
- Mosippa
- Murgröna
- Murgrönsmöja
- Myrbräcka
- Myrlilja
- Mångfingerört
- Nipsippa
- Norskoxel
- Nålginst
- Nålkörvel
- Näbbtrampört
- Näckrosor med röda eller rödlätta blommor Röd näckros
- Näckrosor med vita blommor Vit näckros[förtydliga]
- Ostronört
- Parksmörblomma
- Piploka
- Pipstäkra
- Plattlummer
- Polarblära
- Polarsmörblomma
- Polarstjärnblomma
- Portlakmålla
- Praktbrunört
- Praktnejlika
- Puktörne
- Pältsavallmo
- Raggarv
- Raggdraba
- Raggfingerört
- Ramslök
- Revlummer
- Revsvalting
- Rosenlök
- Rosenrot
- Rutlåsbräken
- Rysk drakblomma
- Ryssbräken
- Ryssnarv
- Röllikesnyltrot
- Safsa
- Sandlusern
- Sandmålla
- Sandnejlika
- Sandnörel
- Sandvedel
- Silverviol
- Sjönajas
- Skogsklocka
- Skogsrör
- Skuggbräken
- Skäggklocka
- Smalbladig lungört
- Smalstäkra
- Smultronfingerört
- Småfrossört
- Småsvalting
- Smällvedel
- Smörboll
- Snöfryle
- Spetsfingerört
- Spetsnate
- Spjutsporre
- Stinkmålla
- Stor haverrot
- Stor låsbräken
- Stor sandlilja
- Stor tofsäxing
- Stor ögontröst
- Storfryle
- Storrams
- Storviol
- Strandbräsma
- Strandkål
- Strandlummer
- Strandsötväppling
- Strandvallmo
- Strandvedel
- Strandviva
- Strimfibbla
- Strutbräken
- Styvnate
- Sumpgentiana
- Svarttåg
- Svensk ögontröst
- Svärdkrissla
- Sydmaskros
- Sätergentiana
- Sötgräs
- Tagginst
- Tibast
- Timjansnyltrot
- Tistelsnyltrot
- Topplåsbräken
- Tovsippa
- Tuvbräcka
- Tysk ginst
- Uddbräken
- Venhavre
- Våradonis
- Vårvial
- Västkustros
- Åkerros
- Ängsgentiana
- Ängskorn
- Ängslosta
- Ängssalvia
- Ängssilja
- Ängsskära
- Ärtvicker
- Ävjepilört
- Ölandskungsljus
- Barkkvastmossa
- Gotländsk hättemossa
- Grön sköldmossa
- Hårklomossa
- Käppkrokmossa
- Långskaftad svanmossa
- Mikroskapania
- Nordisk klipptuss
- Pyramidmossa
- Skirmossa
- Vattenfickmossa
- Vedtrådmossa

## Svampar
Enligt naturvårdsverket :
- Bombmurkla, Sarcosoma globosum
- Doftticka, Haploporus odorus
- Igelkottstaggsvamp, Hericium erinaceus
- Saffransticka, Aurantioporus croceus
- Storporig brandticka, Pycnoporellus alboluteus
- Elfenbenslav
- Getlav
- Hårig skrovellav
- Jättesköldlav
- Långskägg
- Stiftärrlav
- Varglav
- Ärrlav